# Роберто Порта
Роберто Порта (італ. Roberto Porta, 7 червня 1913, Монтевідео — 2 січня 1984, Буенос-Айрес) — італійський футболіст, що грав на позиції нападника. По завершенні ігрової кар'єри — тренер. Виступав, зокрема, за клуби «Індепендьєнте» та «Насьйональ», а також національну збірну Уругваю.
Шестиразовий чемпіон Уругваю. У складі збірної — володар Кубка Америки. 

## Клубна кар'єра
Народився 7 червня 1913 року в місті Монтевідео. Футбольну кар'єру розпочав 1925 року в молодіжній команді «Насьйоналя». За дорослу команду клубу дебютував 24 листопада 1928 року в товариському матчі проти «Сентраль Еспаньйол». Дебютним голом за «Насьйональ» відзначився 29 червня 1930 року в поєдинку проти «Рампла Хуніорс». Того ж року вийшов на заміну травмованому Ектору Скароне в Прімера Дивізіону. 
Своєю грою за цю команду привернув увагу представників тренерського штабу клубу «Індепендьєнте», до складу якого приєднався 1931 року. З аргентинцями в дебютному сезоні провів 26 матчів та відзначився десятьма голами. Відіграв за команду з Авельянеди наступні три сезони своєї ігрової кар'єри. Більшість часу, проведеного у складі «Індепендьєнте», залишався основним гравцем атакувальної ланки команди.
4 серпня 1934 року виїхав до Європи і переїхав до італійської «Амброзіани». З італійцями займав друге місце в сезонах 1934/35 та 1935/36 років, зіграв усього 53 матчі в Серії А, в яких відзначився дванадцятьма голами.
1937 року повернувся до клубу «Насьйональ», за який дебютував 10 квітня того ж року. Граючи у складі «Насьйоналя» також здебільшого виходив на поле в основному складі команди. У складі «Насьйоналя» був одним з головних бомбардирів команди, маючи середню результативність на рівні 0,43 гола за гру першості. За цей час шість разів виборював титул чемпіона Уругваю (1939-1943 та 1946). Завершив професійну кар'єру футболіста виступами за команду «Насьйональ» (Монтевідео) у 1946 році. Загалом протягом професіональної кар'єри зіграв 310 матчів, в яких відзначився 133 голами.

## Виступи за збірні
24 листопада 1935 роки зіграв 1 матч на позиції півзахисника у складі збірної Італії, в Мілані в поєдинку розіграші Центрально-Європейського Міжнародного Кубку проти збірної Угорщини.
У складі головної національної збірної Уругваю дебютував 10 жовтня 1937 року, а останній матч зіграв 15 серпня 1945 року, всього за збірну Уругваю зіграв 33 матчі і забив 13 м'ячів у ворота суперників. У 1939 році в складі команди став віце-чемпіоном Південної Америки розіграшу 1939 року, причому, взяв участь у всіх 4-х матчах команди на турнірі і в 3-х з них забив по одному голу: в ворота збірної Еквадору, збірної Парагваю та збірної Перу. У 1941 році разом з командою повторив попередній успіх, знову ставши віце-чемпіоном Південної Америки в розіграші 1941 року, в якому знову взяв участь у всіх 4-х матчах команди на турнірі і забив 1 м'яч у ворота збірної Еквадору. У 1942 році домігся свого найвищого досягнення в складі збірної Уругваю, ставши чемпіоном Південної Америки розіграшу 1942 року, в якому взяв участь у всіх 6-и матчах команди на турнірі та забив 5 м'ячів, по 1-му в ворота збірної Чилі, збірної Парагваю і збірної Перу та 2 м'ячі в ворота збірної Еквадору, що дозволило Порті зайняти 3-тє місце в списку найкращих бомбардирів турніру. У 1945 році Роберто востаннє в кар'єрі брав участь в чемпіонаті Південної Америки, розіграш 1945 року став невдалим в його кар'єрі, оскільки збірна Уругваю зайняла на ньому лише 4-те місце, Роберто знову взяв участь у всіх 6-ти матчах команди та забив по 1-му м'ячу в ворота збірної Еквадору, збірної Колумбії і збірної Болівії.

## Кар'єра тренера
З 1973 року очолював збірну Уругваю, керував нею на чемпіонаті світу 1974 року, на якому зайняв разом з командою останнім 4-е місце в групі, програвши 2 матчі з 3-х і лише один раз зігравши внічию зі збірною Болгарії, після чого, в тому ж 1974 році, пішов у відставку.
Помер 2 січня 1984 року на 71-му році життя у місті Буенос-Айрес.

## Статистика виступів

### Статистика виступів за збірну Італії
| Дата       | Місто | Господарі | Результат | Гості    | Турнір                   | Голи | Примітки |
| ---------- | ----- | --------- | --------- | -------- | ------------------------ | ---- | -------- |
| 24-11-1935 | Мілан | Італія    | 2 – 2     | Угорщина | Кубок Центральної Європи | -    |          |
| Усього     |       | Матчів    | 1         |          | Голів                    | 0    |          |

## Досягнення
- Прімера Дивізіон (Уругвай
  -  Чемпіон (6): 1939, 1940, 1941, 1942, 1943, 1946

«Індепендьєнте»
- Кубок Центральної Європи
  -  Володар (1): 1933/35

збірна Уругваю
- Кубок Америки
  -  Володар (1): 1942
  - Срібний призер (2): 1939, 1941